# Fondation Hartung-Bergman
Fondation Hartung-Bergman är en fransk stiftelse som bland annat driver ett konstnärsmuseum i Antibes i Frankrike, ägnat åt Hans Hartungs och Anna-Eva Bergmans konstnärskap.
Fondation Hartung-Bergman instiftades 1994, fyra år efter Hans Hartungs död.
Stiftelsen har sin verksamhet i en villa med två ateljéer som paret Hartung-Bergman lät bygga som bostad och arbetsplats på en två hektar stor tomt i Antibes. Hans Hartung ritade huset efter inspiration av vita fiskarbostäder på ön Menorca. I det tidigare vardagsrummet finns samlingar av Hartungs och Bergmans verk. I huset finns också gästvåningar för unga stipendiater.